# Morethia
Morethia – rodzaj jaszczurek z podrodziny Eugongylinae w rodzinie scynkowatych (Scincidae).

## Zasięg występowania
Rodzaj obejmuje gatunki występujące w Australii.

## Systematyka

### Etymologia
Morethia: J.E. Gray nie wyjaśnił etymologii nazwy rodzajowej, najprawdopodobniej eufoniczne słowo.

### Podział systematyczny
Do rodzaju należą następujące gatunki:
- Morethia adelaidensis
- Morethia boulengeri
- Morethia butleri
- Morethia lineoocellata
- Morethia obscura
- Morethia ruficauda
- Morethia storri
- Morethia taeniopleura